# The Circle (film 1925)
The Circle – amerykański dramat filmowy z 1925 roku w reżyserii Franka Borzage.

## Fabuła
Elizabeth Cheney ma bogatego męża i wszystko czego zapragnie oprócz mężczyzny, którego kocha.

## Obsada
- Eleanor Boardman – Elizabeth Cheney
- Malcolm McGregor – Edward „Teddy” Lutton
- Alec B. Francis – lord Clive Cheney
- Eugenie Besserer – lady Catherine „Kitty” Cheney
- George Fawcett – lord Hugh „Hughie” Porteous
- Creighton Hale – Arnold Cheney
- Otto Hoffman – głupek
- Eulalie Jensen – pani Alice Shenstone
- Buddy Smith – młody Arnold
- Joan Crawford – młoda Lady Catherine
- Frank Braidwood – młody Porteous
- Derek Glynne – młody Cheney